# Five Girls
Pour plus de détails, voir Fiche technique et Distribution.
Five Girls est un film fantastique canadien, réalisé par Warren P. Sonoda, sorti en 2006.

## Synopsis
L'histoire prend place à St Mark, une école catholique pour filles. Un jour, une jeune élève, Elizabeth, étudie dans une classe au troisième étage quand tout à coup, elle est attaquée par une force maléfique invisible. Le Père Drake essaie de sauver Elizabeth de son agresseur démoniaque mais il est impuissant face à la porte retenue fermée par le démon. Elizabeth disparaît en laissant seulement une trace de sang.
L'école est immédiatement fermée et tous les élèves sont renvoyés dans leurs familles. Cinq ans plus tard, l'école rouvre. La directrice Mme Pearce a des règles très strictes. Le Père Drake, devenu alcoolique à la suite de la disparition d'Elizabeth, revient au pensionnat en tant que professeur. Cinq filles troublées et rejetées par leurs familles, Alex, Mara, Cécilia qui est aveugle, Leah et Connie, sont strictement averties de ne pas monter au troisième étage.
Des phénomènes étranges commencent à se produire, révélant que toutes les filles possèdent un don surnaturel. Deux des filles pénètrent dans l'étage interdit, suscitant la colère de Mme Pearce qui bat l'une des cinq filles avec une règle. Après à cet incident, Alex commence à avoir des visions d'Elizabeth possédée par un démon. Finalement, les filles devront utiliser leurs dons pour vaincre le démon Légion, mais y arriveront-elles vraiment ?

## Fiche technique
- Titre : Five Girls
- Réalisation : Warren P. Sonoda
- Scénario : Warren P. Sonoda
- Musique : Craig McConnell
- Photographie : David Mitchell et Curtis Petersen
- Montage : Warren P. Sonoda et James P. Villeneuve
- Décors : Andrew Berry
- Production : Lewin Webb et Kate Harrison
  - Production déléguée : Gary Howsam et Curtis Petersen
  - Production exécutive : Erin Berry
- Sociétés de production : 5ive Girls Films et Peace Arch Entertainment Group
- Distribution :  Cutting Edge Entertainment (DVD)
- Budget : 3 millions de $[2]
- Pays :  Canada
- Genres : horreur, fantastique
- Langue : anglais
- Format : Couleur, 1,78:1
- Durée : 95 minutes
- Date de sortie : États-Unis : 10 octobre 2006 en DVD

## Distribution
- Ron Perlman (VF : Michel Vigné) : Père Drake
- Jennifer Miller : Alex
- Jordan Madley : Mara
- Terra Vnesa : Cécilia
- Barbara Mamabolo : Leah
- Tasha May Curtis : Connie
- Amy Lalonde : Miss Pearce
- Krysta Carter : Elizabeth
- James Kidnie : Virgil
- Richard Alan Campbell : M. Garrison